# ハレブタイ!ゆずとハタチでつくる“ありがとうコンサート”
『BS民放5局共同特別番組 ハレブタイ!ゆずとハタチでつくる“ありがとうコンサート”』（ビーエスみんぽう5きょくきょうどうとくべつばんぐみ ハレブタイ ゆずとはたちでつくる ありがとうコンサート）は、2017年3月20日に放送されたライブドキュメンタリー番組。
2006年末からBSデジタル放送普及を目的に始まったBS民放5局（BS日テレ、BS朝日、BS-TBS、BSジャパン、BSフジ）共同特別番組の11回目に位置づけられる。史上初の5局による全国同時一斉放送となった。

## 概要
デビュー20周年を迎えた国民的ミュージシャン・ゆずと、ゆずがデビューした年に誕生した20歳の新成人たちが一夜限りのスペシャルコンサートを、ゆずの地元・横浜「みなとみらいホール」で開催。本番を迎えるまでの練習風景、本番当日の舞台裏などの記録映像を含めたライブドキュメント。

放送当日の3月20日朝日新聞と読売新聞の朝刊で、ゆずの北川と岩沢がお互いにメッセージを送る全面広告が話題となった。

2017年4月17日（月）16:00-18:54に再放送（全国同時一斉放送）。

## 出演者
- ゆず（北川悠仁、岩沢厚治）

ナレーション
松井愛莉(新成人)
VTR出演（新成人）
- 一ノ瀬メイ（リオパラリンピックバタフライ出場）
- 白井健三（リオオリンピック男子体操団体金メダリスト）
- 南谷真鈴（最年少5大陸登頂達成）

コラボ団体
- 慶應義塾ワグネル・ソサィエティー・オーケストラ
- インターカレッジ女声合唱団「Voces Fidelis」
- 松田華音（ピアニスト）
- 早稲田大学ハイ・ソサエティ・オーケストラ
- 太鼓芸能集団「紬衣」
- 桜美林大学ソングリーディング部「CREAM」

## 演奏曲
（カッコ内はコラボ団体、カバー曲のカバー元）
- ヒカレ（オーケストラ）
- 世界に一つだけの花（オーケストラ、SMAPのカバー）
- 見上げてごらん夜の星を（オーケストラ）
- サヨナラバス
- 贈る詩
- 365日の紙飛行機（AKB48のカバー）
- 桜木町（ピアノ独奏）
- 友 〜旅立ちの時〜（合唱）
- Hey和（合唱）
- 虹
- OLA!!（ジャズバンド）
- RPG（ジャズバンド、SEKAI NO OWARIのカバー）
- LOVE&PEACH（チアダンス）
- イロトリドリ（チアダンス）
- 少年（ジャズバンドとチアダンス）
- 夏色
- 雨のち晴レルヤ（和太鼓）
- 栄光の架橋（全員で合唱）
- 嗚呼、青春の日々

## スタッフ
- 音楽監督：磯貝サイモン
- 構成：谷田彰吾
- 演出：小田切大輔
- 企画プロデュース：田村勇気
- プロデューサー：鳥居太郎、土屋大路、加島貴彦
- フォトグラファー：太田好治
- 会場：横浜みなとみらいホール § コンサート
- 制作協力：ROBOT、エイベックスライブクリエイティブ、P.I.C.S、BIGFACE